# Planta paràsita

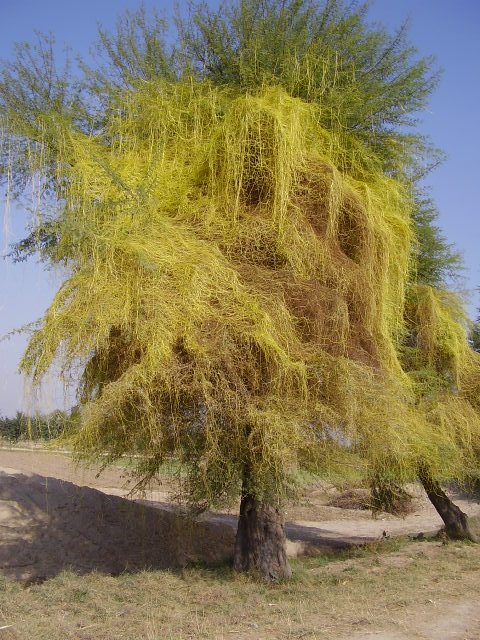
Cuscuta, planta paràsita

Una planta paràsita és aquella en què una part o tota la seva subsistència deriva d'una altra planta o d'un fong. Hi ha unes 4.100 espècies de plantes paràsites dividides en unes 19 famílies de plantes amb flors. Les plantes paràsites tenen unes arrels modificades denominades haustoris que penetren dins l'hostatger i es connecten al xilema, al floema o a tots dos. Hi ha els següents tipus de plantes paràsites:
- 1a. Paràsit obligat – una planta paràsita que no pot completar el seu cicle vital sense un hostatger.
- 1b. Paràsit facultatiu – un paràsit que pot completar el seu cicle vital independent d'un hostatger.

- 2a. Paràsit de la tija – que s'enganxa a la tija de l'hostatger.
- 2b. Paràsit de l'arrel – que s'enganxa a l'arrel de l'hostatger.

- 3a. Holoparàsit – una planta que és completament paràsita i pràcticament no té clorofil·la.
- 3b. Hemiparàsit – una planta que és paràsita en condicions naturals però també fa algun grau de fotosíntesi. Les hemiparàsites poden només obtenir aigua i nutrients minerals de la planta hostatgera.
- Nuytsia floribunda és una hemiparàsita obligada de les arrels.
- Rhinanthus és una hemiparàsita facultativa de les arrels.
- Vesc (Viscum album) és una hemiparàsita obligada de la tija.

Les holoparàsites són sempre paràsits obligats.
- Cuscuta europaea és holoparàsita de la tija.
- El frare del romaní (Orobanche latisquama) és holoparàsit de les arrels del romaní (Rosmarinus officinalis).
- Hydnora és un gènere d'holoparàsites de les arrels.

Les plantes normalment considerades holoparàsites inclouen Cuscuta, Orobanche, Rafflesia, i les Hydnoraceae.

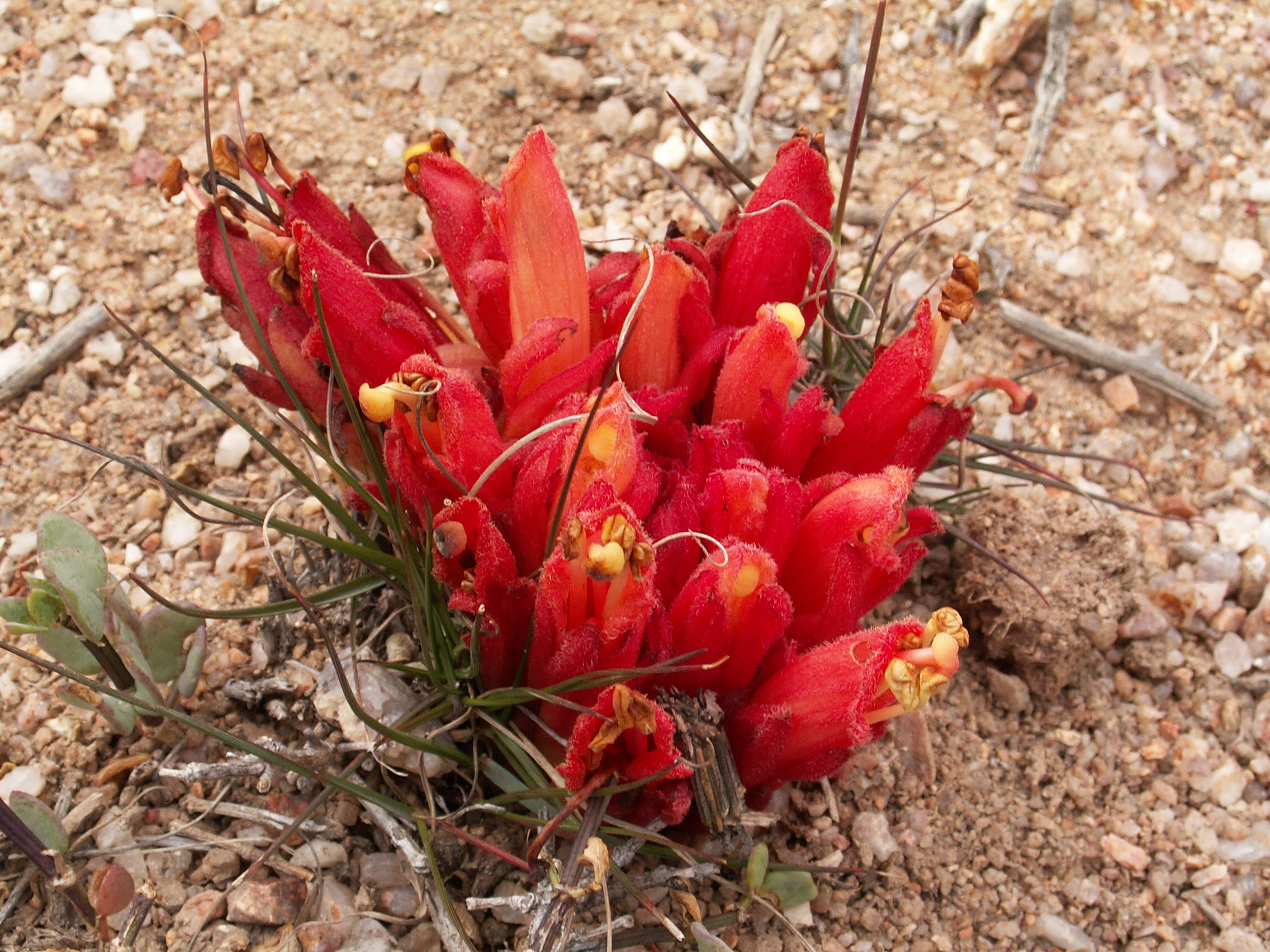
3.a Holoparàsita Hyobanche sanguinea, Richtersfeld, Namaqualand, northern cape, Sud-àfrica
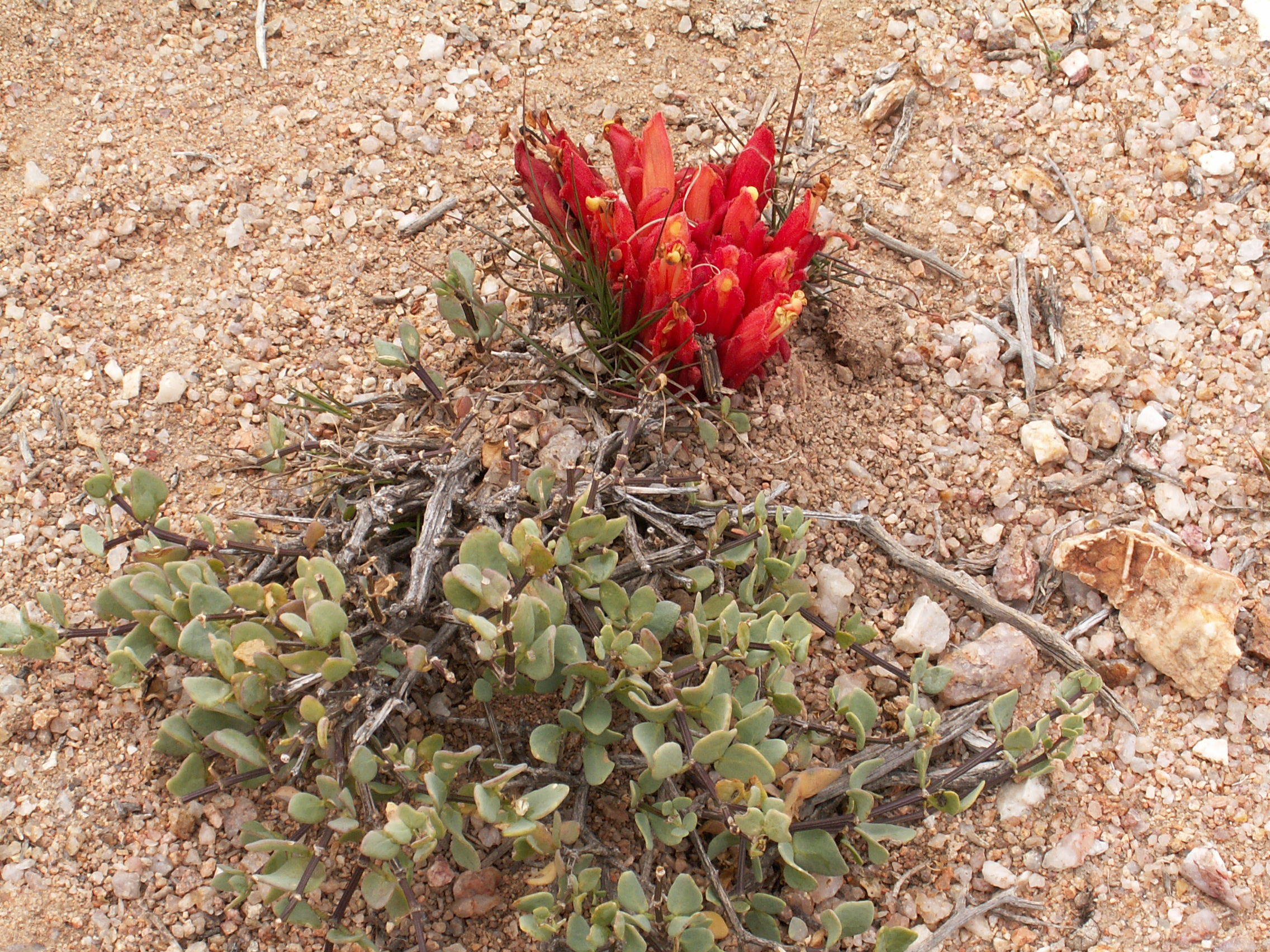
3.a Holoparàsita Hyobanche sanguinea, Richtersfeld, Namaqualand, northern cape, Sud-àfrica
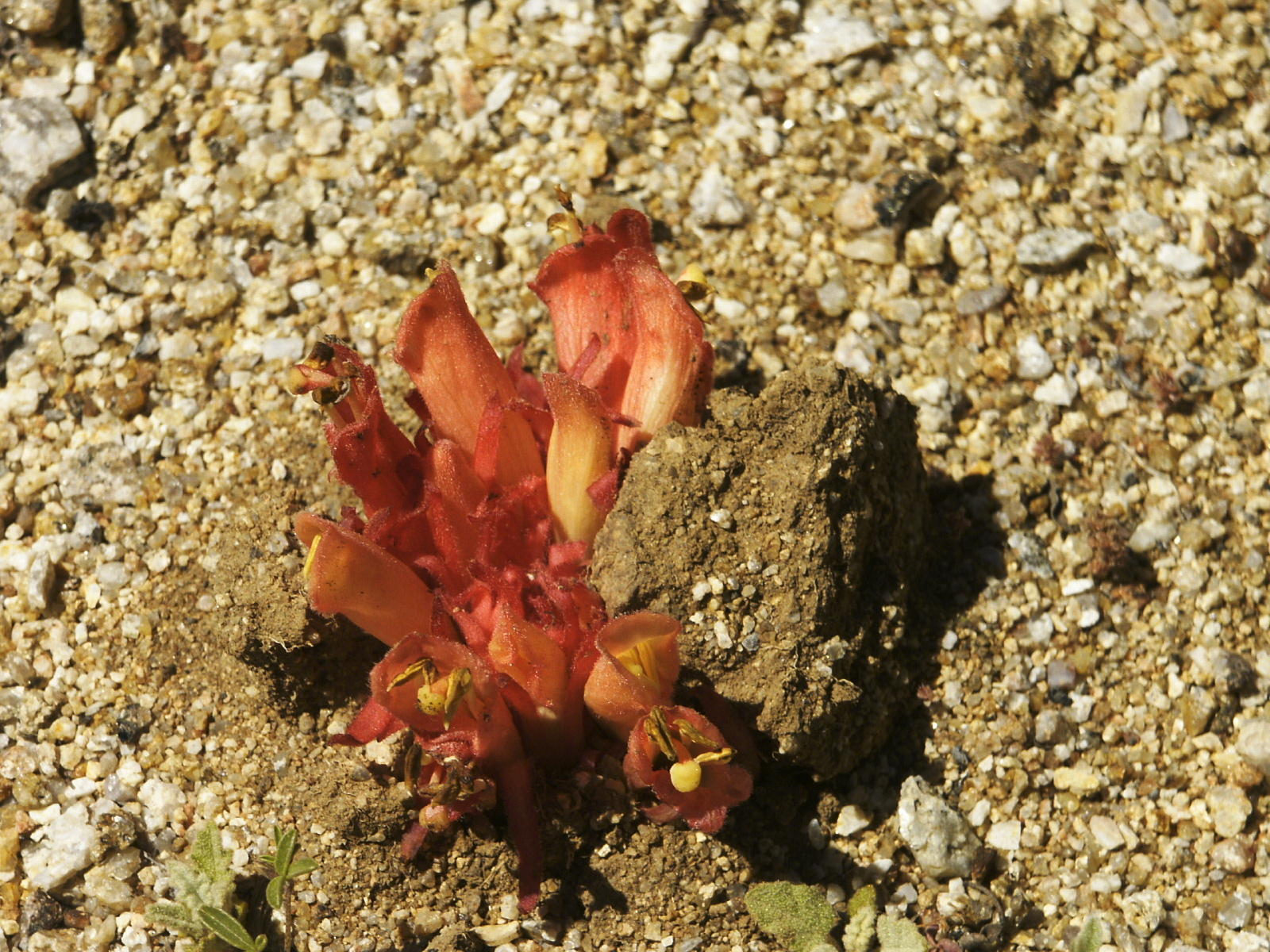
3.a Holoparàsita Hyobanche sanguinea, Goegap N.R., Namaqualand, northern cape, Sud-àfrica

## Germinació de les llavors
La germinació de les llavors de les plantes paràsites ocorre de diverses maneres. Pot ser una germinació química o mecànica. Les plantes paràsites de tiges i arrels han evolucionat per tal de trobar la manera de trobar els seus hostatgers per poder germinar.
Les plantes paràsites d'arrels fan servir pistes químiques per a germinar i els cal estar molt a prop de les plantes hostatgeres.

## Hostes
Algunes plantes paràsites són generalistes i parasiten moltes espècies diferents (Cuscuta spp., Cassytha spp.) i (Odontites verna). Altres plantes parasiten poques o només una espècie. Epifagus virginiana és paràsita de les arrels només del faig americà (Fagus grandifolia). Rafflesia és holoparàsita de la liana Tetrastigma.

## Importància

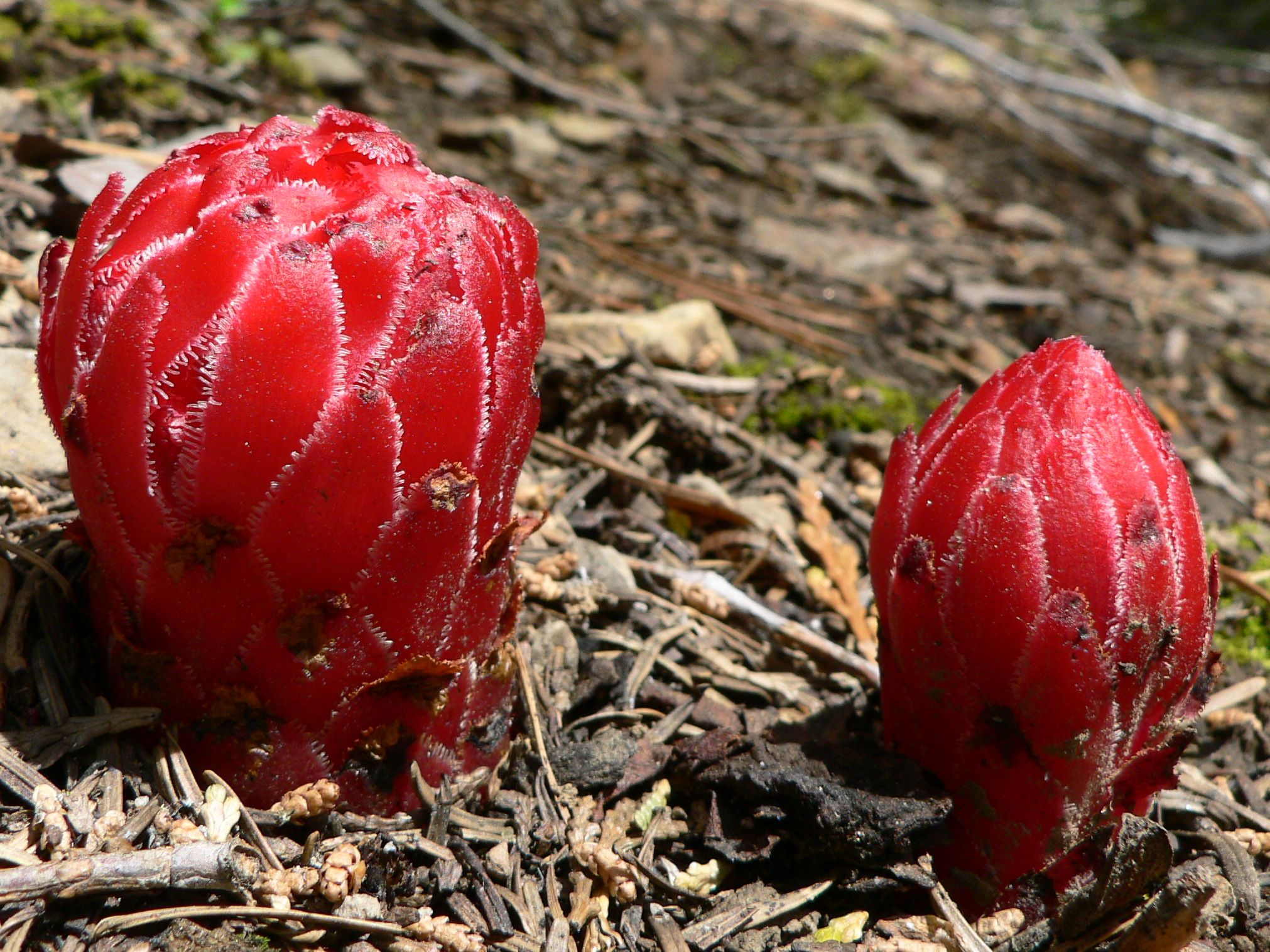
Sarcodes sanguinea, una planta paràsita d'un fong

- Rafflesia arnoldii produeix les flors més grosses del món.
- Castilleja linariifolia és una planta paràsita però la flor oficial de l'estat de Wyoming.
- El vesc Phoradendron serotinum és l'emblema d'Oklahoma.
- Les plantes paràsites són útils per a investigar la fotosíntesi.
- Unes poques plantes paràsites serveixen d'aliment humà.[4]
- L'arbre de Nadal australià (Nuytsia floribunda) de vegades danya cables subterranis, ja que confon els cables amb arrels[5]
- El vesc i altres paràsites causen danys econòmics en cultius herbacis, plantes ornamentals i boscos.

## Plantes que parasiten fongs
Unes 400 espècies de plantes amb flors i una gimnosperma (Parasitaxus usta), són paràsites sobre fongs micorriza. S'anomenen micoheterotròfes més que no pas plantes paràsites. Algunes d'aquestes són Monotropa uniflora, Sarcodes sanguinea, una orquídia subterrània (Rhizanthella gardneri), Neottia nidus-avis i Allotropa virgata.